# Gonzalo Padró
Gonzalo Daniel Padró Palermo (San Miguel de Tucumán, 13 giugno 1983) è un ex rugbista a 15 italo-argentino, in carriera attivo nei ruoli di seconda e terza linea, tra gli altri, di Biarritz e Benetton.

## Biografia
Gonzalo nacque a San Miguel de Tucumán, in Argentina, da genitori con chiare origini italiane. Si formò rugbistiamente nel club La Tablada di Córdoba, città in cui la famiglia di Gonzalo si trasferì poco dopo la sua nascita; è quarto di cinque fratelli tutti rugbisti: Edoardo, che ha giocato a Rovigo e Colorno prima di trasferirsi in Francia, Santiago, che ha giocato a Rovigo per una stagione continuando a giocare per qualche anno in Serie A, Diego, che ha vestito per breve tempo la maglia della Leonessa, e Facundo, il più giovane, seconda linea di formazione italiana per aver militato nelle giovanili del Viadana.
Classe 1983 e numero 8 naturale, è capace di ricoprire all'occorrenza anche i ruoli di terza linea ala e seconda linea.
Nel 2004 arrivò in Italia sponda Rovigo, disputando due stagioni col club rodigino; nell'estate 2006 venne ingaggiato dal Biarritz, in Francia, giocando nel Top 14 e raggiungendo i quarti di finale in Heineken Cup.
Terminata l'esperienza francese, nel 2007 si accasò al Petrarca di Padova, rimanendovi per tre stagioni. Poi la chiamata del Benetton militante in Celtic League e Pro12, prima di fare ritorno nel Campionato italiano al Viadana. Con il club giallo-nero si aggiudicò il Trofeo Eccellenza 2012-2013 e, nello stesso anno, è il metaman del Campionato italiano con 13 marcature.
Successivamente giocò per S.S. Lazio, San Donà e Mogliano, dove chiuse la carriera da professionista all'età di 35 anni.

### Carriera internazionale
Nel 2002 venne selezionato con la nazionale Under-19 argentina per disputare i Mondiali di categoria in Italia; mentre, nel 2004, con l'Argentina Under-21 prese parte ai Mondiali in Scozia. Successivamente venne più volte selezionato con l'Italia A.

## Palmarès
- Trofei Eccellenza : 1
Viadana: 2012-13